# مكتب تقييم التكنولوجيا

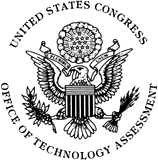
ختم أوتا

كان مكتب تقييم التكنولوجيا (OTA) أحد مكاتب كونغرس الولايات المتحدة من عام 1972 إلى عام 1995. كان الغرض منه هو تزويد أعضاء الكونغرس ولجانه بتحليل موضوعي وموثوق للقضايا العلمية والتقنية المعقدة في أواخر القرن العشرين، أي تقييم التكنولوجيا. كانت رائدة في ممارسة وتشجيع تقديم الخدمات العامة بطرق مبتكرة وغير مكلفة، بما في ذلك المشاركة المبكرة في توزيع الوثائق الحكومية من خلال النشر الإلكتروني. تم نسخها على نطاق واسع في جميع أنحاء العالم.
تم تفكيك OTA في عام 1995، في أعقاب انتخابات التجديد النصفي لعام 1994 التي أدت إلى سيطرة الجمهوريين على مجلس الشيوخ ومجلس النواب. وصف المشرعون الجمهوريون المكتب بأنها مضيعة ومعادية لمصالح الحزب الجمهوري.
تستضيف جامعة برينستون موقع OTA Legacy ، الذي يحمل «المجموعة الكاملة لمنشوراته إلى جانب المواد الإضافية التي تضيء تاريخ الوكالة وتأثيرها». في 23 يوليو 2008، أطلق اتحاد العلماء الأمريكيين أرشيفًا مشابهًا يتضمن مقابلات ووثائق إضافية حول OTA.

## روابط خارجية
- إرث مكتب تقييم التكنولوجيا (OTA) عبر كلية وودرو ويلسون للشؤون العامة والدولية بجامعة برينستون
  - منشورات OTA
    - U.S. Congress, Office of Technology Assessment (1995). "Biologically based technologies for pest control" (PDF). Ota-Env-636. مؤرشف من الأصل (PDF) في 2023-06-26.
    - الكونجرس الأمريكي 1994. وجهات نظر حول دور العلم والتكنولوجيا في التنمية المستدامة. OTA-ENV-609. ترتيب NTIS # PB95-109674. الأسهم GPO # 052-003-01396-7 Govinfo.library.unt.edu .
- أرشيف مكتب تقييم التكنولوجيا الذي استضافه اتحاد العلماء الأمريكيين
- تم إنشاء تغطية CyberCemetery OTA «لتوفير... وصول دائم على شبكة الإنترنت، وصول عام» ، وهي شراكة بين جامعة شمال تكساس ومكتب الطباعة التابع لحكومة الولايات المتحدة
  - تقييم التكنولوجيا في الكونغرس: التاريخ والخيارات التشريعية ، تقرير خدمة أبحاث الكونغرس (PDF).
- ورقة معلومات عن قانون الإعاقات النفسية والتوظيف وقانون الأميركيين المعاقين . بيهني، كلايد ج. (مساعد مدير قسم الصحة والعلوم والبيئة في OTA)، هول، لورا لي، كيلر، جاكلين تي. هتمل تم تحويلها من WordPerfect 5.1 إلى HTML في عام 1996 في Earth Ops Dot Org
- فيديو OTA «تلبية احتياجات الكونغرس»